# Wilhelm Mohnke
Wilhelm Mohnke (15 de marzo de 1911-6 de agosto de 2001) fue un militar alemán con grado de mayor general (Brigadeführer) de la Schutzstaffel y uno de los 120 miembros originales del personal de la SS-Stabswache Berlin, formada en 1933. Mohnke llegaría a ser  uno de los generales que estuvo con Adolf Hitler hasta el final de la Alemania nazi.

## Biografía
Mohnke nació en Lübeck el 15 de marzo de 1911. Su padre, también llamado Wilhelm, era carpintero. Después de la muerte de su padre, fue a trabajar a una fábrica de vidrio y porcelana, consiguiendo finalmente una posición en la dirección. También obtuvo un título en economía. 

### Servicio
Mohnke se unió al partido Nazi el 1 de septiembre de 1931, con el carné número 649 684. Dos meses después se unió a las SS, con el carné número 15 541, ascendiendo rápidamente en la jerarquía. Después que Adolf Hitler fuese elegido Canciller en enero de 1933, el Cuartel General del SS solicitó a todos sus regimientos que enviasen tres nombres de sus mejores soldados para ser transferidos a una unidad de guardia personal para Hitler. Mohnke fue elegido para dicha unidad en marzo de 1933. Fue asignado a la SS-Stabswache Berlin, que estableció su primera guardia en la primigenia sede de la Cancillería del Reich. En agosto, Mohnke era uno de los comandantes de compañía. En septiembre, la unidad fue conocida como SS-Sonderkommando Berlin después de que las unidades de entrenamiento SS-Sonderkommando Zossen y SS-Sonderkommando Jüterbog se fusionaran bajo el mando de Dietrich. Con la fusión, Mohnke fue transferido al 2° Batallón y se le otorgó el mando de la 3.ª Compañía. Fue admitido en la elitista 1.ª División Leibstandarte SS Adolf Hitler donde ascendió rápidamente en el escalafón.
Mohnke participó en la campaña de Polonia en septiembre de 1939. Fue herido el 7 de septiembre y se recuperó en un hospital de Praga. Por esto, recibió la Medalla de Herido en negro. Se le otorgó la Cruz de Hierro de Segunda Clase el 29 de septiembre de 1939 y la Cruz de Hierro de Primera Clase el 8 de noviembre del mismo año.
Mohnke dirigió la 5.ª Compañía del 2.º Batallón del Regimiento de Infantería Leibstandarte SS Adolf Hitler al inicio de la Batalla de Francia en 1940, tomando control del 2° Batallón el 28 de mayo, después de que su comandante fuera herido. Durante esa época se cree que estuvo involucrado en crímenes de guerra, en especial el asesinato de 80 prisioneros de guerra británicos (de la 48.ª División) y prisioneros de guerra franceses cerca de Wormhoudt.
Estuvo al mando del 2° Batallón durante la campaña de los Balcanes, donde fue gravemente herido en un ataque aéreo yugoslavo el 6 de abril de 1941, el primer día de la campaña. Los médicos decidieron amputarle la pierna, pero Mohnke se opuso. Su herida era tan grave que tuvieron que amputarle una parte del pie. El 26 de diciembre de 1941, mientras todavía se estaba recuperando, se le otorgó la Cruz Alemana en oro. Mohnke retornó al servicio activo en 1942; fue transferido a un batallón de reemplazo en marzo de 1942.

#### División SS Hitlerjugend
El 1 de septiembre de 1943, 16 000 nuevos reclutas de las Hitlerjugend nacidos en 1926 participaron en la formación de la 12.ª División Panzer SS Hitlerjugend, mientras que sus suboficiales y oficiales eran generalmente veteranos del Frente del Este. Al SS-Obersturmbannführer Mohnke se le entregó el mando del 26° Regimiento Panzergrenadier SS, que era el segundo regimiento de la 12.ª División Panzer SS Hitlerjugend.
Mohnke estuvo implicado en el asesinato de treinta y cinco prisioneros de guerra canadienses en Fontenay-le-Pesnel, aunque nunca fue llevado a juicio debido a la falta de pruebas concluyentes sobre su participación. Él le contó al historiador Fischer que, a veces, tenía que tomar analgésicos fuertes, como morfina, debido al severo dolor en su acortada pierna derecha (a causa de las heridas recibidas en abril de 1941), pero se desconoce si estos medicamentos influenciaron su toma de decisiones. Lo que si se sabe es que su salud afectaba su desempeño. Mohnke fue comandante del batallón de reemplazo de la Leibstandarte desde marzo de 1942 hasta mayo de 1943. Como entonces estaba "lo suficientemente libre de dolor", el SS-Obersturmbannführer Kurt Meyer le dijo que tomase un mando en la 12.ª División Panzer SS Hitlerjugend. Esto llevó a que estuviese al mando del 26° Regimiento Panzergrenadier SS el 15 de septiembre de 1943.
La estructura del 26° Regimiento Panzergrenadier SS era algo inusual. Aunque el regimiento era catalogado como Panzergrenadier, el III Batallón era el único del regimiento que tenía vehículos blindados. Sin embargo, tenía una compañía adicional, designada 15.ª Compañía de Reconocimiento, que estaba equipada con automóviles blindados. Esta compañía hizo que el 26° Regimiento Panzergrenadier SS fuese una singular fuerza de combate.
Mientras que la 12.ª División Panzer SS luchaba por mantener abierto la Bolsa de Falaise, donde la división tuvo unas bajas estimadas de 40%-50%, Mohnke retiró su Kampfgruppe al este del río Dives. Mientras la situación en Normandía se iba deteriorando para Alemania y el frente era empujado hacia el Sena, Mohnke fue uno de los pocos que lideró una resistencia organizada en la orilla occidental a fin de proteger los puentes ubicados ahí. Después, a Mohnke se le otorgó la Cruz de Caballero de la Cruz de Hierro el 11 de julio de 1944. Lideró a su Kampfgruppe hasta el 31 de agosto, cuando fue reemplazado por el malherido Theodor Wisch como comandante de la Leibstandarte.

#### Batalla de las Ardenas
La Operación Wacht am Rhein, seguida por la Operación Nordwind, fueron las últimas ofensivas alemanas importantes y las últimas maniobras que Hitler hizo en el Frente Occidental. El plan consistía en un avance blindado a través de las líneas estadounidenses, hasta Amberes para divirir a las fuerzas Aliadas y obtener más tiempo. La Leibstandarte de Mohnke, agregada al I Cuerpo Panzer SS, era la punta de lanza de la operación en las Ardenas. La crisis de combustible en la Alemania nazi significaba que la Leibstandarte no tenía suficiente cantidad de gasolina para sus vehículos. La operación empezó el 16 de diciembre de 1944, con el Kampfgruppe del SS-Obersturmbannführer Joachim Peiper liderando el avance hacia el Mosa.
A las 07ː00 del 17 de diciembre de 1944, el Kampfgruppe de Peiper capturó los depósitos de combustible estadounidenses en Büllingen. A las 13ː30 del mismo día, en una intersección de carreteras cerca de Malmedy, los hombres de Peiper abrieron fuego y mataron al menos a 68 prisioneros de guerra estadounidenses en lo que se conocería como la masacre de Malmedy. En la tarde del mismo día, el Kampfgruppe de Peiper se enfrentó a la 99.ª División estadounidense en Stavelot. La división de Mohnke estaba retrasada por lo menos 36 horas hacia el fin del segundo día. Los soldados estadounidenses en retirada dinamitaron puentes importantes y depósitos de combustible que Mohnke y Peiper esperaban capturar intactos, retrasando aún más el avance alemán. Cada día que pasaba, la resistencia del enemigo se endurecía y el 24 de diciembre se detuvo el avance. El 1 de enero de 1945, la Luftwaffe lanzó una serie de ataques contra los aeródromos Aliados, pero la operación fue muy costosa para los alemanes. Sus bajas fueron irremplazables. Para entonces, los Aliados habían reagrupado sus fuerzas y estaban listos para repeler cualquier ataque alemán. La operación terminó formalmente el 27 de enero de 1945, tres días después Mohnke fue ascendido a SS-Brigadeführer. Poco tiempo después, la Liebstandarte y el I Cuerpo Panzer SS fueron transferidos a Hungría para tratar de sostener la crítica situación de allí. Mohnke fue herido durante un bombardeo aéreo, además de recibir daños en el oído. Fue retirado de la primera línea y enviado al Ejército de Reserva.

#### Batalla de Berlín
Después de recuperarse de sus heridas, Hitler lo nombró comandante de la defensa del Distrito Gubernamental de Berlín (apodado Die Zitadelle, La ciudadela), que incluía la Cancillería y el Führerbunker. El puesto de mando de Mohnke estaba dentro de los búnkeres situados debajo de la Cancillería. Él formó el Kampfgruppe Mohnke, que estaba compuesto por dos regimientos debilitados. Se formó a partir de la compañía antiaérea de la Liebstandarte, tropas de reemplazo del Ausbildungs-und Ersatz Battalion de la Leibstandarte de Spreenhagen al mando del SS-Standartenführer Anhalt, 600 hombres del Begleit-Bataillon Reichsführer-SS, la Führer-Begleit-Kompanie y el núcleo del grupo eran 800 hombres del Batallón de Guardia de la Leibstandarte (asignados a proteger a Hitler).
Aunque Hitler había nombrado al General Helmuth Weidling comandante de la defensa de Berlín, Mohnke quedó libre de las órdenes de Weidling para mantener la defensa de la Cancillería y el Führerbunker. El total combinado (para la defensa de la ciudad) del Kampfgruppe de Mohnke, el LVI Cuerpo Panzer de Weidling (y otras pocas unidades) era de apenas 45.000 soldados y 40.000 milicianos del Volkssturm. Estos se enfrentaban a un número superior de soldados del Ejército Rojo. Se desplegaron aproximadamente 1,5 millones de soldados soviéticos para el cerco y asalto del Área de Defensa de Berlín.
Como la fuerza de Mohnke estaba ubicada en el centro neurálgico de la Alemania nazi, fue intensamente bombardeada por la artillería soviética, que inició el bombardeo el 20 de abril de 1945 (cumpleaños de Hitler) y continuó hasta el cese de hostilidades el 2 de mayo de 1945. Los combates callejeros alrededor del Reichstag y la Cancillería fueron sin cuartel. Para los soviéticos, el Reichstag era el símbolo de la Alemania nazi, por lo tanto su captura tenía un importante valor político y militar.

Mientras la batalla de Berlín arreciaba a su alrededor, Hitler ordenó a Mohnke que organizase un tribunal para juzgar a Hermann Fegelein 

"Yo iba a presidirlo... Decidí que el acusado [Fegelein] merecía un juicio por oficiales de alto rango... Organizamos la corte marcial... Nosotros como jueces militares, tomamos asiento a la mesa con un ejemplar del Manual de Cortes Marciales del Ejército Alemán delante nuestro. Tan pronto como nos sentamos, el defensivo Fegelein empezó a actuar de una manera tan escandalosa que el juicio ni siquiera pudo empezar.
Completamente borracho..., primero Fegelein osadamente puso en tela de juicio la competencia de la corte. Él siguió balbuceando que solo respondía ante... Himmler, no Hitler... Rehusó defenderse a sí mismo. El hombre estaba en pésima forma - lloriqueaba, suspiraba, vomitaba, temblaba como una hoja de álamo...

Yo me enfrentaba a una situación imposible. Por una parte, a partir de toda la evidencia disponible, incluyendo sus propias declaraciones iniciales, esta miserable excusa de oficial era culpable de deserción flagrante... Pero el Manual del Ejército Alemán afirma claramente que ningún soldado alemán puede ser enjuiciado a menos que esté física y mentalmente apto, en condiciones de oír la evidencia en su contra... En mi opinión y la de mis camaradas, Hermann Fegelein no estaba en condiciones de ser enjuiciado... Cerré las actas... Así que entregué a Fegelein al general SS Rattenhuber y su escuadra de seguridad. Nunca lo volví a ver".
El 30 de abril, después que Otto Günsche le dio la noticia del suicidio de Hitler, Mohnke participó en una conferencia donde se aplicaron las anteriores órdenes, según las cuales aquellos que estaban en condiciones podían huir del cerco del Ejército Rojo. El plan era escapar de Berlín en dirección a los Aliados en la orilla occidental del Elba, o en dirección al Ejército alemán en el norte. Antes de la huida, Mohnke informó a todos los comandantes (que pudo contactar) en el sector de la Zitadelle sobre los eventos de la muerte de Hitler y la planificada huida. El 1 de mayo de 1945, ellos se dividieron en diez grupos principales. El grupo de Mohnke incluía a las secretarias Traudl Junge, Gerda Christian, Else Krüger, la dietista nutricionista de Hitler Constanze Manziarly, Ernst-Günther Schenck, Walther Hewel y otros más. Mohnke planeó huir en dirección al Ejército alemán, que estaba posicionado en Prinzenallee. El grupo avanzó a lo largo de los rieles del metro, pero su ruta estaba bloqueada y volvieron a salir a la calle, uniéndose más tarde a cientos de civiles y soldados alemanes que se habían refugiado en la Cervecería Schultheiss-Patzenhofer de Prinzenallee. El 2 de mayo de 1945, el general Weidling ordenó la completa rendición de todas las fuerzas alemanas que todavía se hallaban en Berlín. Sabiendo que no podría atravesar el cerco soviético, Mohnke decidió rendirse ante el Ejército Rojo. Sin embargo, varias personas del grupo de Monhke (incluyendo algunos miembros del SS) decidieron suicidarse.

### Juicios y vida final
Después de rendirse, Mohnke y otros oficiales alemanes del Kampfgruppe Mohnke (incluso el Dr. Schenk) fueron llevados a un banquete ofrecido por el Jefe del Estado Mayor del 8° Ejército de la Guardia con permiso del teniente general Vasili Chuikov. A las 10:30 p. m., los alemanes fueron llevados a otra habitación, donde quedaron confinados bajo vigilancia. En la noche del 3 de mayo, Mohnke y los demás oficiales fueron entregados al NKVD. El 9 de mayo fue llevado en avión a Moscú para ser interrogado y quedó en confinamiento solitario por seis años, antes de ser transferido a la Prisión de Lubianka. Después Mohnke fue transferido al campo de prisioneros de Voikovo. Allí estuvo prisionero hasta el 10 de octubre de 1955.
El regimiento de Mohnke estuvo involucrado en el asesinato de tres prisioneros de guerra canadienses en Normandía, en 1944. El propio Mohnke fue investigado por las autoridades canadienses, pero no fue acusado. También hubo una campaña liderada por el Miembro del Parlamento británico Jeff Rooker, para enjuiciar a Mohnke por su supuesta participación en crímenes de guerra durante las primeras etapas de la Segunda Guerra Mundial. Mohnke negó vehementemente estas acusaciones, contándole al historiador Thomas Fischer, «Yo nunca di órdenes de no tomar prisioneros británicos o de ejecutar prisioneros». Después que el caso fuese reabierto en 1988, un fiscal alemán llegó a la conclusión de que las evidencias eran insuficientes como para presentar cargos.
Mohnke trabajó después de la guerra como representante de ventas de una concesionaria de camiones en Barsbüttel.
Murió en la aldea costera de Damp, el 6 de agosto de 2001, a la edad de 90 años.

## Ascensos
- SS-Anwärter – 01 Nov 1931.
- SS-Mann – 16 Nov 1931.
- SS-Scharführer – 05 Mar 1932.
- SS-Truppführer – 09 Mar 1933 (Grado renombrado como SS-Oberscharführer) .
- SS-Sturmführer – 28 Jun 1933 (Grado renombrado como SS-Untersturmführer).
- SS-Sturmhauptführer – 01 oct 1933 (Grado renombrado como SS-Oberststurmführer).
- SS-Hauptsturmführer – 1935.
- SS-Sturmbannführer der Waffen-SS – 01 Set 1940.
- SS-Obersturmbannführer der Waffen-SS – 21 Jun 1943.
- SS-Standartenführer der Waffen-SS – 21 Jun 1944.
- SS-Oberführer der Waffen-SS – 04 Nov 1944.
- SS-Brigadeführer und Generalmajor der Waffen-SS – 30 Ene 1945.

## Condecoraciones
- Candelabro de Yule (Julleuchter) – 16 Dic 1935.
- Espada de Honor de las SS (Ehrendegen des Reichsführers-SS) – 01 Dic 1937.
- Cruz de Hierro 2.ª Clase 1939 (Eisernes Kreuz 1939, 2. Klasse) – 21 Set 1939.
- Cruz de Hierro 1.ª Clase 1939 (Eisernes Kreuz 1939 1. Klasse) – 08 Nov 1939.
- Placa de herido 1939 en bronce (Verwundetenabzeichen 1939 in Bronze) – 10 Feb 1940.
- Cruz al Mérito de Guerra 1939 de 2.ª Clase con Espadas (Kriegsverdienstkreuz 1939, II. Klasse mit Schwertern) – 03 Oct 1940.
- Insignia de Asalto de Infantería (Infanterie Sturmabzeichen) – 03 Oct 1940.
- Placa de herido 1939 en plata (Verwundetenabzeichen 1939 in Silber) – 15 Set 1941.
- Cruz Alemana en oro (Deutsches Kreuz in Gold) – 26 Dic 1941.[39]
- Cruz de Caballeros de la Cruz de Hierro (Ritterkreuz des Eisernen Kreuzes) – 11 Jul 1944.[38]
- Placa de herido 1939 en oro (Verwundetenabzeichen 1939 in Gold) – 1945.
- Insignia SA de Braunschweig 1931 (Abzeichen des SA-Treffens Braunschweig 1931).
- Condecoración de 2.ª Clase de las Olimpiadas de 1936 (Deutsche-Olympia Ehrenzeichen II. Klasse).
- Medalla del NSDAP en bronce (Dienstauszeichnung der NSDAP 10 Jahre).
- Medalla de las SS por servicios prestados (SS-Dienstauszeichnungen).
- Insignia Deportiva de las SA en bronce (SA-Sportabzeichen in Bronze).
- Insignia Deportiva de las SA en plata (SA-Sportabzeichen in Silber).
- Insignia Deportiva de las SA en oro (SA-Sportabzeichen in Gold).
- Broche civil de las SS N° 10362 (SS-Zivilabzeichen Nr. 10362).
- Anillo de las SS (Totenkopfring der SS).
- Medalla de la anexión de Austria (Medaille zur Erinnerung an den 13. März 1938).
- Medalla de Anexión de los Sudetes (Medaille zur Erinnerung an den 1. Oktober 1938).
- Broche de la Medalla de Anexión de los Sudetes (Spange zur Medaille zur Erinnerung an den 1. Oktober 1938).
- Orden Militar al Valor de Bulgaria, 4.ª Clase 1.er Grado (Voenen Orden "Za Hrabrost" IV stepen, 1 klas).
- Cruz al Mérito de Hungría (Magyar Érdemkereszt 2. Fokozat).
- Insignia honorífica de Veteranos (Ehrenwinkel für Altekämpfer).
- Insignia de equitación alemana en bronce (Deutsches Reiterabzeichen in Bronze).